# Helcogramma alkamr
Helcogramma alkamr es una especie de pez de la familia Tripterygiidae en el orden de los Perciformes.

## Morfología
• Los machos pueden llegar alcanzar los 3,2 cm de longitud total.
- Número de  vértebras: 35-36.[2][3]

## Hábitat
Es un pez de mar  y de clima tropical y asociado a los  arrecifes de coral que vive hasta los 20 m de profundidad.

## Distribución geográfica
Se encuentra desde Zanzíbar hasta las Seychelles.